# Adicto (canción)
«Adicto» es una canción del artista estadounidense Prince Royce en colaboración con el cantante Marc Anthony. Se estrenó como el tercer sencillo de su sexto álbum de estudio Alter Ego (2020) el 15 de noviembre de 2018.

## Antecedentes y lanzamiento
La canción fue anunciada previamente el 8 de noviembre de 2018, a través de las redes sociales de Royce. Escrita por Prince Royce, Marc Anthony, Óscar Hernández, Patrick Romantik y Jorge Luis Chacin, es una bachata en la que Royce y Anthony relatan sus problemas amorosos. Se estrenó como sencillo el 15 de noviembre de 2018, para la promoción del álbum Alter Ego (2020).

## Composición
El tema presenta la primera colaboración entre el cantante y Marck Anthony, además de ser la primera pista Bachata que graba este último. Sobre la colaboración de ambos, Royce comentó: «Siempre soñé con trabajar junto a Marc. Él es una de las figuras más icónicas de la música, así que lograr grabar una canción bachata con él ha sido maravilloso y un gran honor para mi».

## Video musical
El video musical se estrenó  el 15 de noviembre de 2018, bajo la dirección de Jessy Terrero y la producción de Cinema Giants el clip fue grabado en Miami, Estados Unidos.

## Posicionamiento en listas
| Listas (2019)                      | Mejor posición |
| ---------------------------------- | -------------- |
| Estados Unidos (Latin Airplay)     | 21             |
| Estados Unidos (Hot Latin Sogs)    | 33             |
| México Español Airplay (Billboard) | 26             |

## Certificaciones
| País (organismo certificador) | Certificación | Unidades certificadas |
| ----------------------------- | ------------- | --------------------- |
| Estados Unidos (RIAA)         | Platino       | 60 000                |